# Limnophora fasciolata
Limnophora fasciolata är en tvåvingeart som beskrevs av Stein 1910. Limnophora fasciolata ingår i släktet Limnophora och familjen husflugor. Inga underarter finns listade i Catalogue of Life.